# Hemidesmus
Hemidesmus es un género  perteneciente a la familia de las apocináceas. Es originario de Asia. Comprende 5 especies descritas y de estas, solo 2 aceptadas.

## Distribución y hábitat
Se distribuye por las tierras bajas de India y Malasia.

## Descripción
Son enredaderas sufruticosas; sus órganos subterráneos son leñosos,  a veces tuberosos. Las láminas foliares con herbáceas de 1.4-17 cm de largo y 0.5-5 cm de ancho, lineales, elípticas, oblongas, ovales u obovados, basalmente redondeadas o atenuadas, apicalmente agudas a acuminadas, marginalmente ciliadas, glabras o pubescentes.
Las inflorescencias son axilares, normalmente dos por nodo, simples, (sub-) sésiles; con las brácteas florales visibles, persistente después de la abscisión de la flor.

## Taxonomía
El género fue descrito por Robert Brown y publicado en On the Asclepiadeae 45. 1810.

## Especies aceptadas
A continuación se brinda un listado de las especies del género Hemidesmus aceptadas hasta noviembre de 2014, ordenadas alfabéticamente. Para cada una se indica el nombre binomial seguido del autor, abreviado según las convenciones y usos.	 
- Hemidesmus cordatus (Poir.) Schult.
- Hemidesmus indicus (L.) R. Br. ex Schult.